# Xã Genoa, Quận Nance, Nebraska
Xã Genoa (tiếng Anh: Genoa Township) là một xã thuộc quận Nance, tiểu bang Nebraska, Hoa Kỳ. Năm 2010, dân số của xã này là 250 người.